# Wereldkampioenschap voetbal 2018 (achtste finale) Brazilië - Mexico
Dit artikel gaat over de wedstrijd in de achtste finales tussen Brazilië en Mexico die gespeeld werd op maandag 2 juli 2018 tijdens het wereldkampioenschap voetbal 2018. Het duel was de drieënvijftigste wedstrijd van het toernooi.

## Voorafgaand aan de wedstrijd
- Brazilië stond bij aanvang van het toernooi op de tweede plaats van de FIFA-wereldranglijst.[1]
- Mexico stond bij aanvang van het toernooi op de vijftiende plaats van de FIFA-wereldranglijst.[2]
- Deze confrontatie tussen de nationale elftallen van Brazilië en Mexico was de eenenveertigste in de historie.[3]
- Het duel vindt plaats in de Cosmos Arena in Samara. Dit stadion werd in 2018 geopend en kan 44.918 toeschouwers herbergen.

## Wedstrijdgegevens[4]
| Datum                | 2 juli 2018                                                                                     | 2 juli 2018                                                                                     |
| Wedstrijdnummer      | 53                                                                                              | 53                                                                                              |
| Stadion              | Cosmos Arena, Samara                                                                            | Cosmos Arena, Samara                                                                            |
| Toeschouwers         | 41.970                                                                                          | 41.970                                                                                          |
| Scheidsrechter       | Gianluca Rocchi                                                                                 | Gianluca Rocchi                                                                                 |
| Assistenten          | Elenito Di Liberatore Mauro Tonolini                                                            | Elenito Di Liberatore Mauro Tonolini                                                            |
| Vierde official      | Antonio Mateu Lahoz                                                                             | Antonio Mateu Lahoz                                                                             |
| Videoscheidsrechters | Massimiliano Irrati Carlos Astroza (assistent) Paweł Gil (assistent) Daniele Orsato (assistent) | Massimiliano Irrati Carlos Astroza (assistent) Paweł Gil (assistent) Daniele Orsato (assistent) |
| Man van de wedstrijd | Neymar                                                                                          | Neymar                                                                                          |
|                      | Brazilië                                                                                        | Mexico                                                                                          |
| Doelpunten           | 2                                                                                               | 0                                                                                               |
| Gele kaarten         | 2                                                                                               | 4                                                                                               |
| Rode kaarten         | 0                                                                                               | 0                                                                                               |
| Wissels              | 3                                                                                               | 3                                                                                               |
| Schoten op doel      | 10                                                                                              | 1                                                                                               |
| Schoten naast doel   | 7                                                                                               | 4                                                                                               |
| Overtredingen        | 6                                                                                               | 18                                                                                              |
| Hoekschoppen         | 8                                                                                               | 7                                                                                               |
| Buitenspel           | 0                                                                                               | 2                                                                                               |
| Balbezit (%)         | 47                                                                                              | 53                                                                                              |

| Brazilië | 2 – 0           | Mexico |
| (Willian) Neymar 51' Roberto Firmino 88'                                                                                       | goals (assists) | |
| Tite | bondscoach      | Juan Carlos Osorio |
| Alisson Fagner Thiago Silva Miranda Filipe Luís Paulinho 90' Casemiro Willian 90+1' Philippe Coutinho 86' Neymar Gabriel Jesus | opstellingen    | Guillermo Ochoa 55' Edson Álvarez Hugo Ayala Carlos Salcedo Jesús Gallardo Héctor Herrera 46' Rafael Márquez Andrés Guardado Carlos Vela 60' Javier Hernández Hirving Lozano |
| Fernandinho 80' Roberto Firmino 86' Marquinhos 90+1'                                                                           | wissels         | 46' Miguel Layún 55' Jonathan dos Santos 60' Raúl Jiménez |
| Filipe Luís 43' Casemiro 59'                                                                                                   | gele kaarten    | 38' Edson Álvarez 55' Héctor Herrera 77' Carlos Salcedo 90+2' Andrés Guardado                                                                                                |
| | rode kaarten    | |